# Rifugio Luigi Cibrario
Das Rifugio Luigi Cibrario (2616 m s.l.m.) ist eine in den Sommermonaten bewirtschaftete Schutzhütte in den Grajischen Alpen der norditalienischen Metropolitanstadt Turin/Region Piemont. Das Rifugio des Club Alpino Italiano (CAI) gehört zur Gemeinde Usseglio und steht im Talschluss des Valle di Viù auf der Conca del Sabiunin am Lago di Peraciaval. Es befindet sich im Eigentum der Sektion Turin, wird aber von der Sektion Leini betrieben.

## Geschichte
Der CAI Turin begann 1880 mit dem Bau des Rifugio. Die Einweihung fand 1890 statt. Angeregt hatte den Bau der Conte Luigi Cibrario, damals Präsident des CAI Turin, nach dem das Rifugio 1939 auch benannt wurde. Das Rifugio ist mehrmals, zuletzt 1998, erweitert und modernisiert worden.

## Zugang
- Ab Morgone (Valle di Viù), (4 Stunden)

## Übergänge
Das Rifugio Cibrario liegt auf dem Weg der Tour della Bessanese. Von dort aus Übergänge
- zum Rifugio Bartolomeo Gastaldi und
- zum Refuge d’Avérole

## Gipfelbesteigungen
- Croce Rossa, 3566 m
- Monte Lera, 3566 m
- Punta Sulè, 3384 m
- Punta d’Arnas, 3,56 m